# A.J. Lachowecki
A.J. Lachowecki (Putnam, 7 settembre 1962) è un ex giocatore di calcio a 5 statunitense.

## Carriera
Lachowecki ha disputato, con la Nazionale maschile di calcio a 5 degli Stati Uniti d'America, il FIFA Futsal World Championship 1989 concluso dalla selezione nordamericana al terzo posto.